# Н35
Гочкіс H35 (фр. Hotchkiss H35 або Char léger modèle 1935 H) — французький танк підтримки кавалерійських з'єднань (піхотний танк) 1930-х років, легкий за масою. Створений фірмою «Гочкіс», перший прототип  продемонстрували 18 січня 1935 року, а перший серійний Н-35 вийшов 12 вересня 1936 року.

## Опис
Екіпаж танка H35 складався з двох осіб, озброєння включало 37-мм короткоствольною гармату і 7,5-мм кулемет, а товщина броні становила від 12 до 34 мм. Під час серійного виробництва, з 1935 і до капітуляції Франції 1940 року, було випущено близько 1000 танків цього типу в декількох модифікаціях.
Вони активно використовувалися французькими військами під час Другої світової війни, а після капітуляції Франції близько 600 танків цього типу дісталися Німеччині.
Трофейні французькі танки були прийняті на озброєння вермахту та використовувалися щонайменше до 1944 року, при цьому частина танків була модернізована, а деякі переобладнані в САУ, РСЗВ та артилерійські тягачі. Зняті при переобладнанні башти використовувалися при будівництві укріплень «Атлантичного валу».

## Модифікації

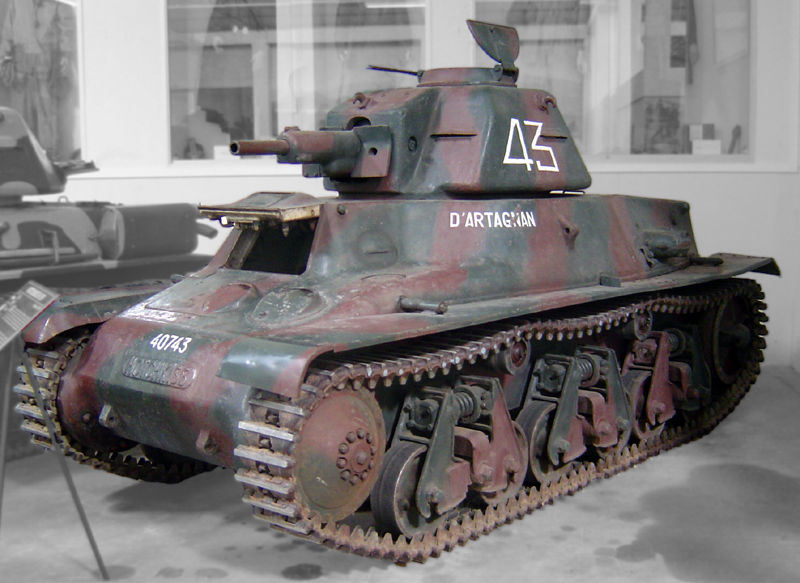
«H 39» в Самюрі — модифікований німцями, з встановленою командирською башточкою

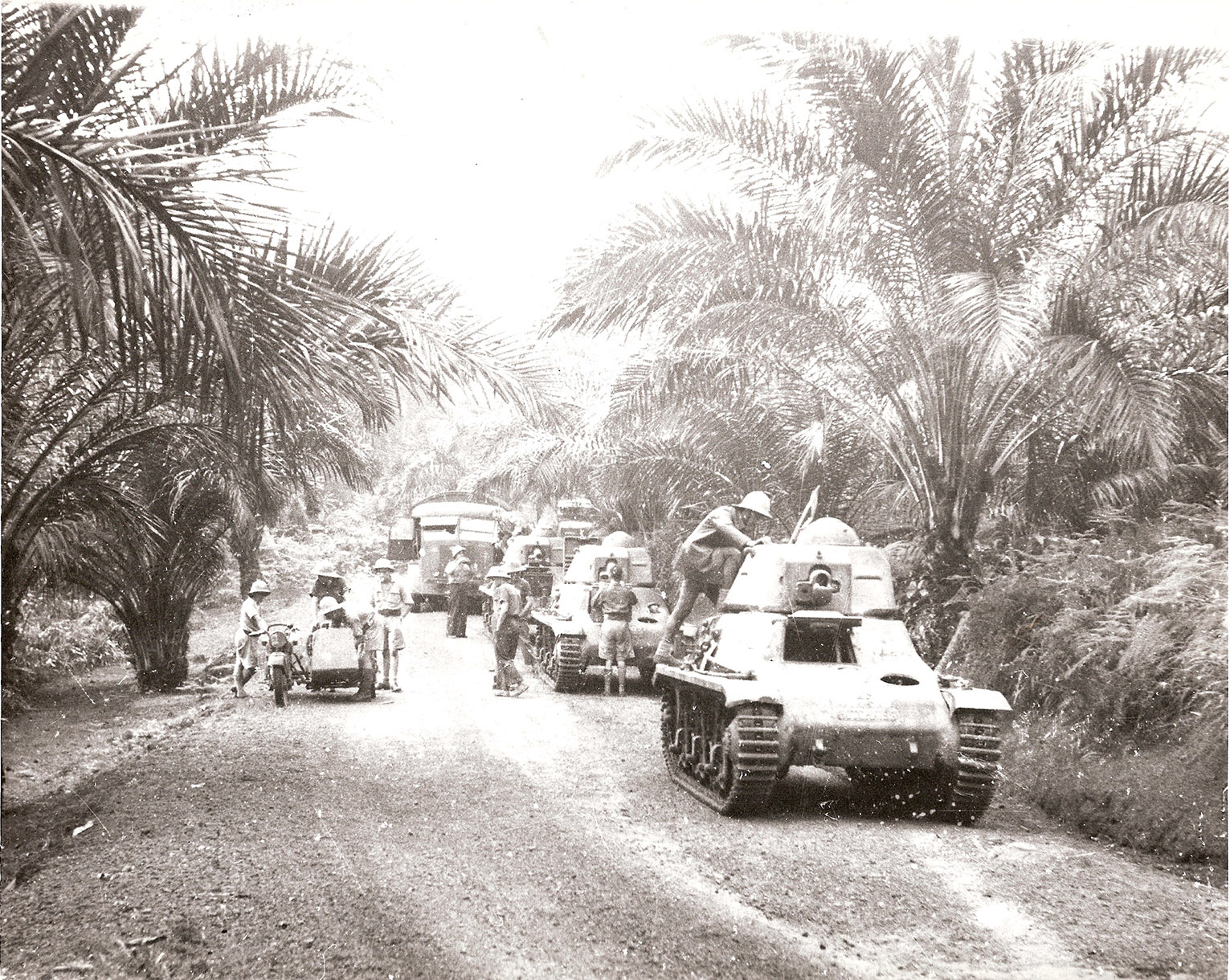
H39 Вільної Франції під час битви за Габон.

- H35 — перша серійна модифікація
- H38 — модифікація, оснащена двигуном потужністю 120 к.с, із збільшеною до 12,8 тон масою
- H39 (Char léger modèle 1935 H modifié 39) — модифікація з посиленим до 45 мм бронюванням корпусу та гарматою SA 38 з довжиною ствола 33 калібри
- 7.5 cm Pak 40 L/48 auf Gw 39H (f) — 75-мм протитанкова гармата на шасі танка «Гочкіс», виробництво для німецьких військ розпочато 1942 року, всього випущено 60 шт.
- 10.5 cm Panzer-feldhaubitze 18 auf Sfh 39 (f) — 105-мм самохідна гаубиця на шасі танка «Гочкіс», виробництво для німецьких військ розпочато 1942 року, всього випущено 48 шт.
- Panzerkampfwagen 35H(f) mit 28/32 cm Wurfrahmen — танк «Гочкіс», переобладнаний в РСЗВ для німецької армії.
- Artillerieschlepper 38H(f) — танк «Гочкіс», переобладнаний в артилерійський тягач для німецької армії.

## Використовувався
- Франція
- Польща — 3 або 4 танки, закуплених для випробувань 1938 року
- Третій Рейх — близько 600 трофейних танків
- Угорське королівство — 15 танків, передані німцями 1942 року.
- Хорватія — кілька Н-38, переданих німцями[1].
- Болгарія — 19 танків H-39 були поставлені німцями для болгарської армії в 1943–1944
- Югославія — 1 трофейний танк H-39, захоплений НВАЮ 5 жовтня 1941 у німців[2]
- Ізраїль — 10 машин куплені у Франції та використовувалися під час Арабо-Ізраїльської війни 1947–1949 років.

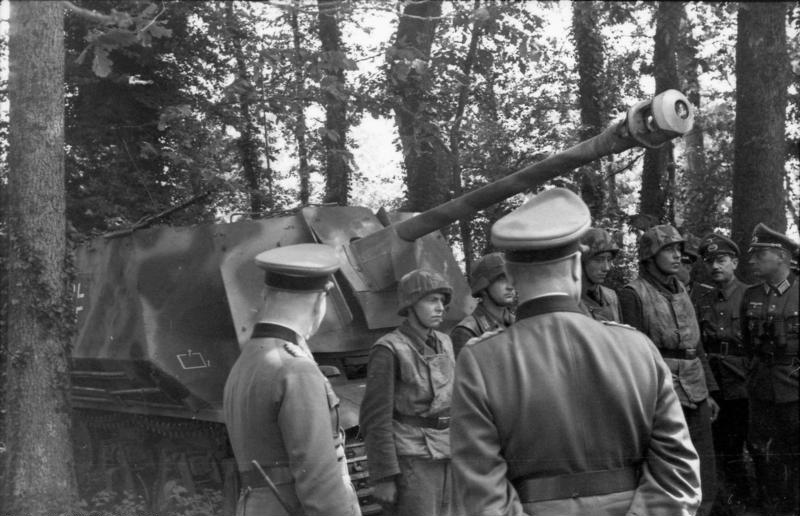
німецька САУ 7.5cm PaK40 (Sf) auf Geschützwagen 39H(f) на базі H35
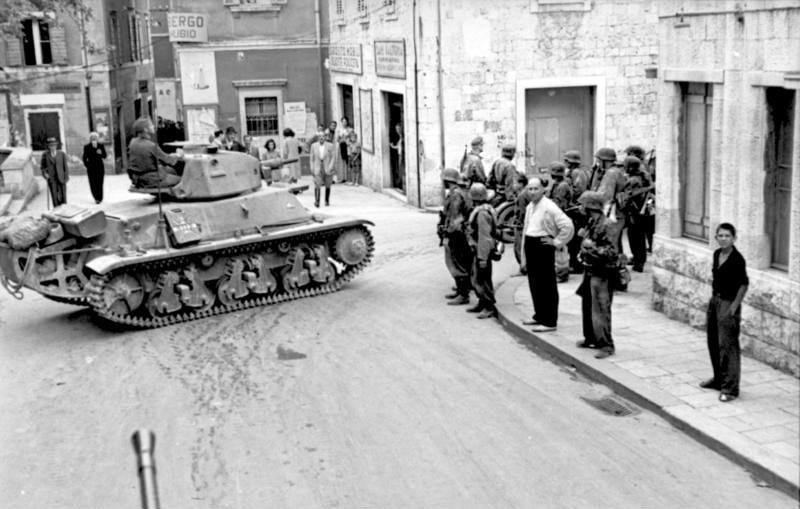
Німецький H35 в Югославії